# Diego Pozo (labdarúgó)
Diego Raúl Pozo (Mendoza, 1978. február 16. –) argentin válogatott labdarúgó.